# Annisokay
Annisokay (stiliserat som annisokay, uttalas Ann is okay) är ett tyskt post-hardcore-band från Halle an der Saale, bildat år 2007.
Bandets namn är format som ett svar på Michael Jacksons fråga i Smooth Criminal (Annie, are you okay?) genom att säga "Anni is okay" i ett ord.
Under 2008 och 2009 släppte bandet demo-CD-skivorna My Ticket to Reno och The Point You Will Still Miss. År 2010 producerade och släppte bandet sin första officiella EP, You, Always.
Den 2 september 2012 släppte bandet en musikvideo till låten Sky som var en singel för debutskivan som släpptes 1 oktober 2012. Debutalbumet The Lucid Dream[er] mastrades av Joey Sturgis som hade arbetat med akter som We Came as Romans, Emmure och Asking Alexandria tidigare.
Annisokay har turnerat flera gånger i Tyskland och spelat tillsammans med band som Within Temptation, Silverstein, Callejon och Electric Callboy.

## Medlemmar
Nuvarande medlemmar
- Christoph Wieczorek – sång, gitarr, musikprogrammering (2007–)
- Nico Vaeen - trummor (2016–)
- Rudi Schwarzer – growl (2019–)
- Peter Leukhardt – basgitarr (2023–)

Tidigare medlemmar
- Kay Westphal – trummor (2007)
- Torsten Swan – basgitarr (2007)
- Sebastian Lohrisch – bassgitarr (2007–2010)
- Felix Fröhlich – growl (2007–2011)
- Simon Sadewasser – bassgitarr (2011–2013)
- Daniel Herrmann – trummor (2009–2015)
- Philipp Kretzschmar – gitarr (2013–2018)
- Dave Grunewald – growl (2011–2019)
- Norbert Rose – basgitarr (2013–2023), gitarr (2007–2013)

## Diskografi
Studioalbum
- 2012: The Lucid Dream[er]
- 2015: Enigmatic Smile
- 2016: Devil May Care
- 2018: Arms
- 2021: Aurora

EP:s
- 2010: You, Always
- 2016: Annie Are You Okay?
- 2023: Abyss Pt I

Samarbeten
- 2021: Shed My Skin (Within Temptation feat. Annisokay)